# Demarco
Pour les articles homonymes, voir Demarco (homonymie).
Demarco (né Collin Edwards à Portmore, Paroisse Sainte-Catherine en Jamaïque, en 1982) est un artiste jamaïcain de reggae et de dancehall.
Il est connu pour ses hits "Duppy Know Ah Who Fi Frighten", "Sort Dem Out", "Fallen Soldiers", "I Love My Life", "True Friend(Buss a Shot)" et "She Cah Wait". Il a également composé une chanson inédite "Never Let You Go" en collaboration avec l'artiste japonaise Thelma Aoyama présent dans la compilation Love!2 - Thelma Best Collaboration.

## Biographie
Né à Portmore, dans la paroisse St. Catherine, Edwards a commencé à jouer à la discothèque Cactus à l’âge de 15 ans et a été sélecteur pour le système de son Future Disco. À l'âge de 16 ans, il s'installe aux États-Unis où il travaille pour financer son intérêt pour la production musicale et commence à créer des morceaux pour des artistes hip hop et dancehall.
Il est surtout connu pour ses tubes "Duppy Know Ah Who Fi Frighten", mettant en vedette Shoot Out Riddim, "Fallen Soldiers", "True Friend" et "Show It (So Sexy)". Il a également produit le film Top Speed Riddim, où il a enregistré la chanson "Gal Dem Want" avec le leader de l'Alliance Bounty Killer. En 2008, Demarco a produit la Big League Riddim et enregistré "Broomie" avec Elephant Man et sa propre chanson "Spend Pon Dem". Un an plus tard, il produit un tube appelé Riddim, Stress Free, qui contient de nombreuses chansons comme "Jump and Wine" de Tony Matterhorn, "Hammering" de Singing Craig, "Work Mi Ah Work" de Mister G et ses propres "She Can't Attendez".Rude Boy ". 
Demarco, avec son single à succès Good book, a été nommé deejay masculin de l'année en Grande-Bretagne. 
Demarco a effectué de nombreuses tournées, notamment de nombreuses visites en Afrique, notamment au Ghana, en Ouganda, au Kenya, au Zimbabwe, en Tanzanie et en Guinée.
Il a été nommé pour un prix de musique urbaine du meilleur acte de reggae en 2013 et à nouveau en 2014. 
En décembre 2013, il aurait enregistré son premier album. 
Demarco, fondateur de True Gift Entertainment, produit ses propres vidéoclips et séries télé réalité
Demarco a récemment signé son premier artiste sur son label, Raytid, qui a ensuite quitté le disque, car il ne pensait pas que sa marque ne pourrait pas promouvoir sa musique.
En mai 2017 Demarco a déménagé en Géorgie et est maintenant signé sous Akon label d», EnTREEGRECORDS/KONLIVE Recordlabel.